# Візіонерське мистецтво
Візіонерське мистецтво (англ. Visionary art) — художній стиль, в основі якого спонтанне зображення побаченого у зміненому стані свідомості, релігійного, медитативного споглядання, трансу. Його створюють митці, схильні до фантазій, таємничих видінь і мрій.

## Походження
Візіонерське мистецтво (Visionary Art, Fantastic Realism, Imaginative Art, Mystical Art, Psychedelic Art) як містичне і Психоделічне мистецтво бере свій початок в архаїчних культах доісторичних часів. Воно почалося з наскельного живопису, де образи черпалися зі світів тонких енергій і використовувалися у магічних практиках. Художник, перебуваючи в стані шаманського трансу, візуалізував об'єкти й таким чином взаємодіяв з реальністю за допомогою зображення і його маніпуляцією.

## Візіонерський тип творчості
Естетичні універсалії наявні у різних видах мистецтва. Естетичною універсалією є візіонерство як тип творчості. Воно не утверджене в теоретичній естетиці, однак у мистецтві виявляє себе доволі яскраво й розмаїто. Музику розглядають як візіонерську творчість (Юнґ, Ніцше). Основні риси візіонерства — «бачення безкінечного у кінечному», видіння як одкровення наявне не лише в тематиці творів живопису, але й у техніці і творчому методі митців (художників Сходу, Каспара Давида Фрідріха, Ван Ґоґа, М. К. Чюрльоніса та ін.). Візіонерство найбільше виражено в жанрі пейзажу. Візіонерська поезія корелює з візіонерством у живописі, що засвідчується перегуками різних творів і художніми паралелями в них. Наприклад, твори Чюрльоніса і П. Тичини. Поєднуються риси музики, живопису і поезії. Риси візіонерського типу творчості наявні в усіх трьох видах мистецтва, що дає змогу виявляти між ними інтерсеміотичні паралелі і структурувати візіонерський тип творчості як універсалію. На думку Ольги Калашник, «візіонерська творчість є універсалією в мистецтві, словесному й несловесному.»[джерело?]

## Сучасні художники візіонерського мистецтва
- Ернст Фукс
- Владислав Провоторов
- Ганс Рудольф Гігер
- Майкл Уелан
- Пабло Амарінго
- Марк Райден
- Роберто Веноза
- Одд Нердрум
- Олег Корольов
- Де Ес
- Пітер Грік
- Яцек Йерка
- Ендрю Гонзалес
- Алекс Грей
- Бригід Марлін
- Лоренс Каруана
- Ігор Калінаускас